# 美國職棒大聯盟金手套獎
美國職棒大聯盟金手套獎（The Rawlings Gold Glove Award，簡稱）是美國職棒大聯盟的年度個人獎項之一，用來表揚每個聯盟各個位置防守表現傑出的球員。負責投票的是（各聯盟）各隊的總教練與教練。所以每年總共會頒發18個金手套獎（美聯、國聯各9個位置）。
在1957年的時候，一家生產棒球手套的公司想出了這個獎勵每個位置防守表現的主意。並製作了一個外型類似自家品牌棒球手套的獎座，表面覆上一層磨光的金屬，並嵌在胡桃木製成的底座上。而金手套獎就這麼誕生了。
1957年第一次選拔的時候，是兩個聯盟共同選出9個球員，次年才分開選拔。一開始三個外野手是分開選的，1961年以後就不分位置只選三個外野手。長久以來許多球評認為應該要將外野獎項分開，因為外野的這三個防守位置事實上是不大能互換的。例如中外野手的防守範圍較大、左外野手要傳球回三壘比右外野手容易等等。
獲得最多次金手套獎的為18次的投手葛瑞格·麥達克斯，其次有兩位：三壘手布魯克斯·羅賓遜與投手吉姆·卡特，都是16次。
唯一以內野手和外野手身份拿過金手套獎的是戴林·厄斯泰 ，分別是2000年與2002年的外野手，以及2004年的一壘手，而且都是在洛杉磯安那罕天使。
大多數的職業棒球聯盟都有設立金手套獎，例如：中華職棒、日本職棒、韓國職棒等等。
在1980年的時候，一家專為大聯盟生產球棒的製造商（生產球棒的公司），也開始為獎勵每個位置球員的進攻表現設立銀棒獎。
還有一個容易跟金手套獎產生混淆的是美國業餘拳擊的年度賽事。

## 歷年金手套獎得主
| 金手套獎 | 金手套獎 | 金手套獎 | 金手套獎 | 金手套獎 | 金手套獎 | 金手套獎 | 金手套獎 | 金手套獎 |
| -------- | -------- | -------- | -------- | -------- | -------- | -------- | -------- | -------- |
| 美聯:    | 投手     | 捕手     | 一壘手   | 二壘手   | 游擊手   | 三壘手   | 外野手   | 多守位   |
| 國聯:    | 投手     | 捕手     | 一壘手   | 二壘手   | 游擊手   | 三壘手   | 外野手   | 多守位   |

### 多守位

#### 美聯
| 年份   | 球員          | 球隊         |
| ------ | ------------- | ------------ |
| 2022年 | D·J·勒馬修    | 紐約洋基     |
| 2023年 | 莫里西歐·杜邦 | 休士頓太空人 |
| 2024年 | 迪蘭·摩爾     | 西雅圖水手   |

#### 國聯
| 年份   | 球員          | 球隊         |
| ------ | ------------- | ------------ |
| 2022年 | 布倫丹·多諾文 | 聖路易紅雀   |
| 2023年 | 金河成        | 聖地牙哥教士 |
| 2024年 | 傑瑞德·崔歐洛 | 匹茲堡海盜   |